# 3620 Platonov
3620 Platonov è un asteroide della fascia principale. Scoperto nel 1981, presenta un'orbita caratterizzata da un semiasse maggiore pari a 2,9916692 UA e da un'eccentricità di 0,1079819, inclinata di 8,96834° rispetto all'eclittica.
L'asteroide è dedicato allo scrittore sovietico Andrej Platonovič Platonov.